# عنصر نامطلوب (فیلم ۲۰۰۵)
عنصر نامطلوب  (به لهستانی: Persona Non Grata) یک فیلم درام لهستانی به کارگردانی کشیشتف زانوسی است که در سال ۲۰۰۵ منتشر شد.

## گزیدهٔ بازیگران
- زبیگنیف زاپاشیه‌ویچ
- نیکیتا میخالکوف
- یرژی اشتور
- رمو جیرونه
- دانیل اولبریخسکی
- آندژی خیرا
- یاتسک بورتسوخ
- تادئوش برادتسکی
- هالینا گولانکو
- لخ واتوتسکی
- الگا ساویتسکا
- آندری اسمیرنوف
- اِوا تِـلِـگا
- ائوگنیوش پریویژینسف
- ریشارد باریچ